# ریزچشمک

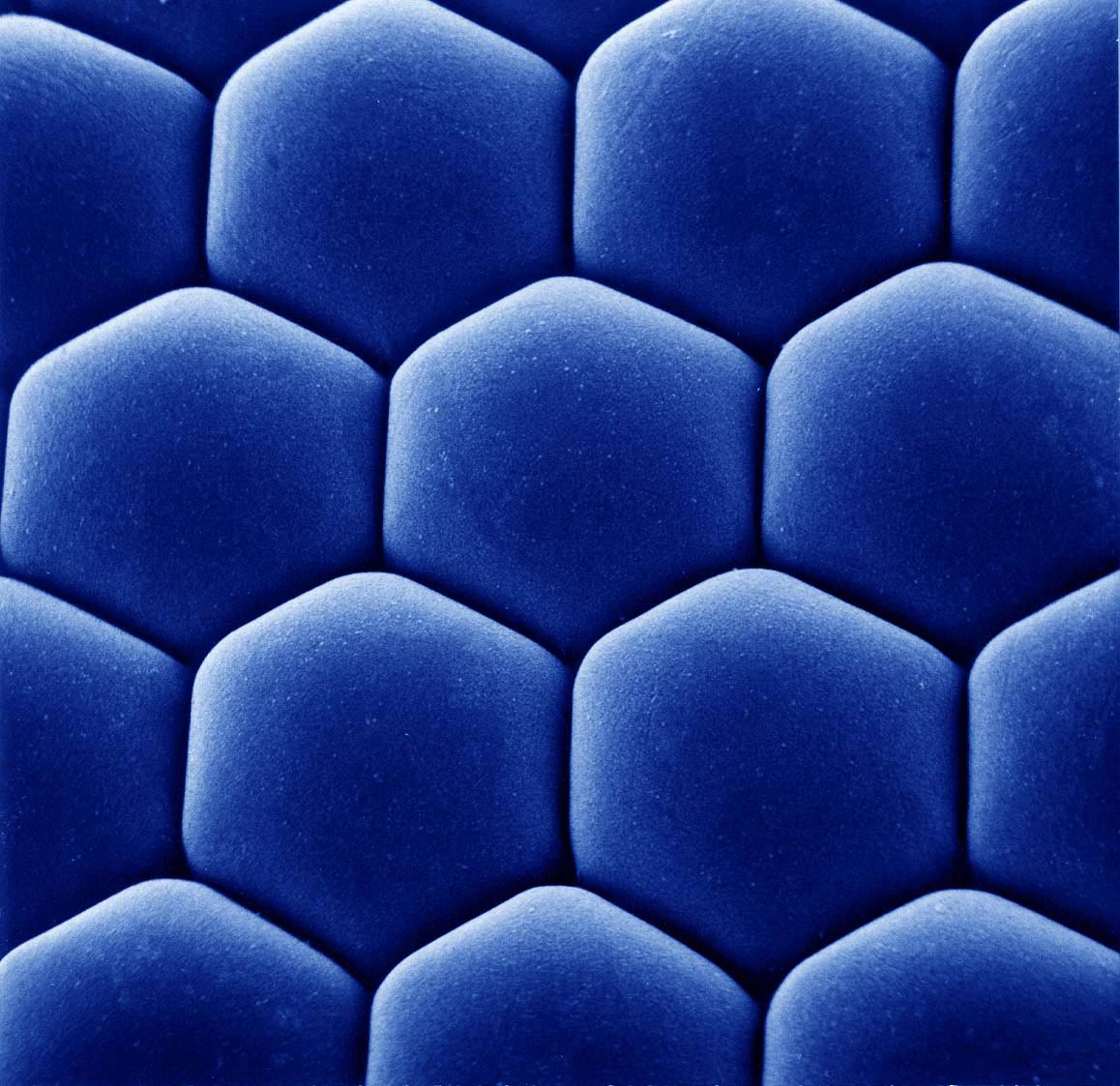
نمایی میکروسکوپی از ریزچشمک کریل جنوبگان

ریزچشمک (اوماتیدی، اوماتیدیوم) به هر واحد بینایی چشم مرکب در حشرات می‌گویند. هر اوماتیدی یک عدسی متمرکزکننده نور (مخروط کریستالی)، یک قرنیه و تعدادی گیرنده نوری مجزا دارد که تعداد آنها بین ۶ تا ۸ متغیر است. هر اوماتیدی نور را از یک بخش بسیار کوچک میدان دید آشکار می‌کند. از تفاوت در شدت نور وارد شده به اوماتیدی‌های بسیار زیاد، یک شکل موزائیکی حاصل می‌شود.